# دیپ۲۰۰۱
دیپ۲۰۰۱ (انگلیسی: Deep) شرکت تبلیغات ورزشی ژاپنی و از سازمان‌های هنرهای رزمی ترکیبی است، که در سال ۲۰۰۱ توسط شیجیرو سائکی تأسیس شد.